# 36. ročník udílení Zlatých glóbů
36. ročník udílení Zlatých glóbů se konal 27. ledna 1979 v hotelu Beverly Hilton v Beverly Hills, Los Angeles. Asociace zahraničních novinářů sdružených v Hollywoodu, která Zlatý glóbus uděluje, vyhlásila nominace 9. ledna 1979. Miss Golden Globe byla pro tento rok Stephanie Haymes, dcera herce a komika Dicka Haymese. Držitelkou Ceny Cecila B. DeMilla se stala Lucille Ball.
Nejvíce nominací i cen posbíral dramatický film Půlnoční expres. Byl navržen na osm Glóbů, získal jich nakonec šest. Komedie s Warrenem Beattym Nebe může počkat byla nominována na tři ceny a tři také získala. Podlá hra režiséra Colina Higginse soutěžila v sedmi kategoriích, Zlatý glóbus nakonec nezískala žádný.
Herečka Jane Fonda získala Glóbus druhý rok po sobě. V kategorii ženský herecký výkon v komedii nebo muzikálu byly dvě vítězky, Ellen Burstyn a Maggie Smith. Meryl Streep získala poprvé nominaci na Zlatý glóbus. V dosavadní kariéře, do roku 2012, jich celkem posbírala šestadvacet.
V televizních kategoriích nejvíc cen posbíraly shodně komediální seriál Alice a dramatická minisérie Holocaust. Oba počiny získaly dva Glóby. V kategorii herec ve vedlejší roli měl seriál  Taxi, který se stal seriálem roku, dokonce tři nominace.

## Vítězové a nominovaní

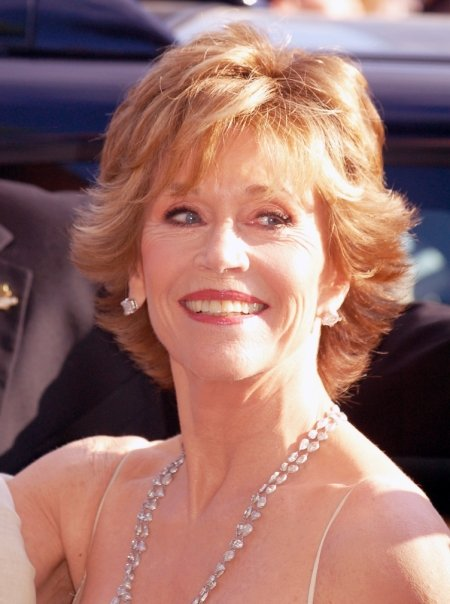
Nejlepší dramatická herečka Jane Fondová

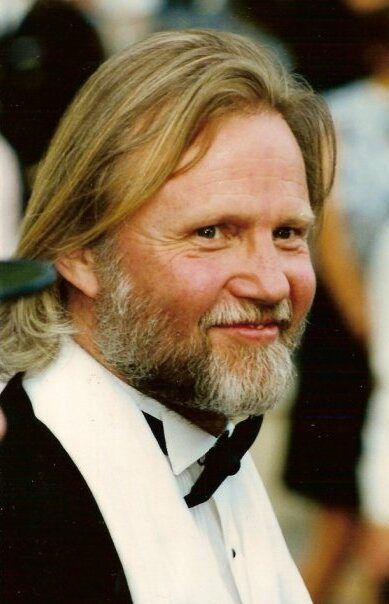
Nejlepší dramatický herec Jon Voight

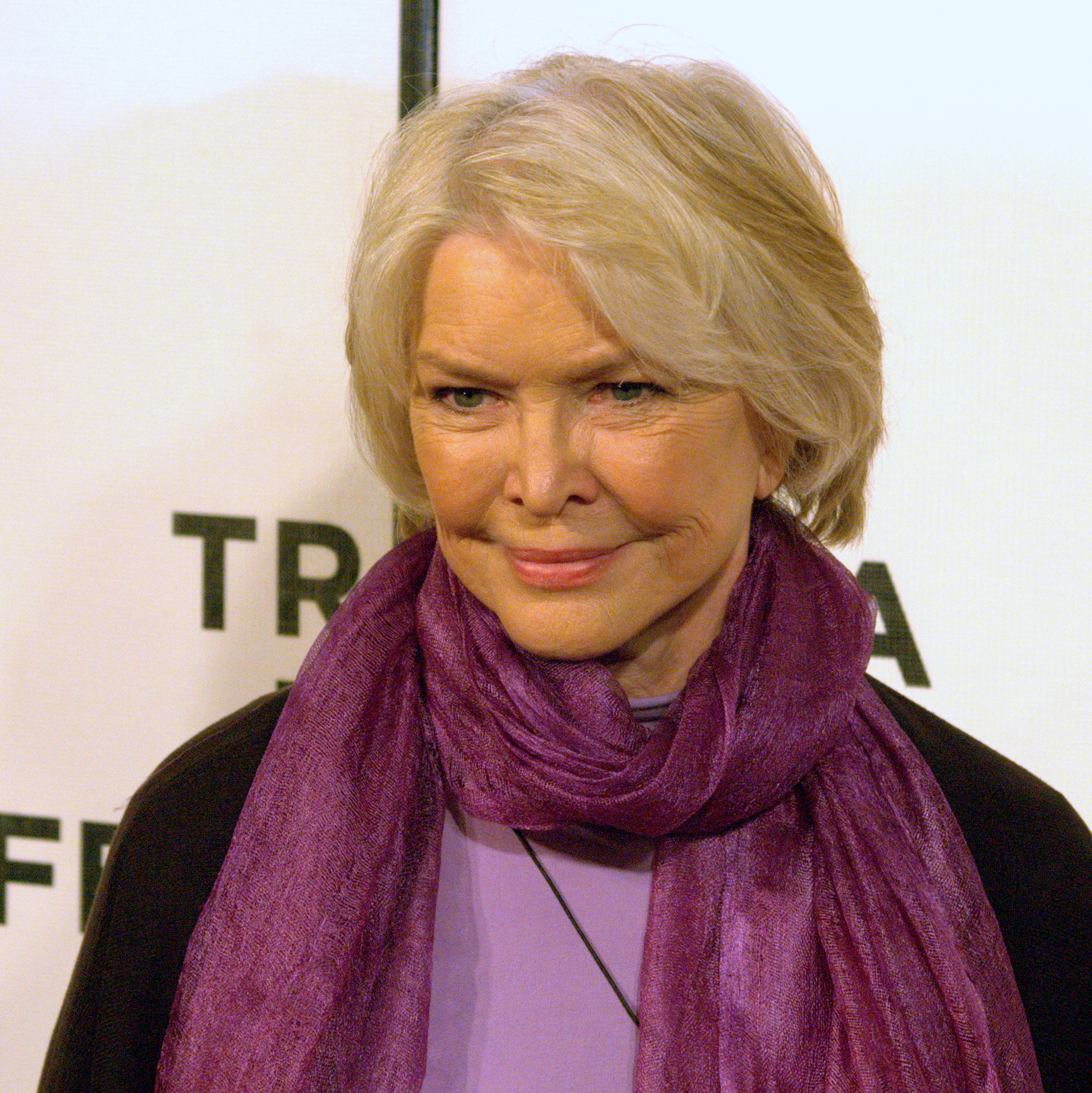
Nejlepší komediální herečka Ellen Burstynová

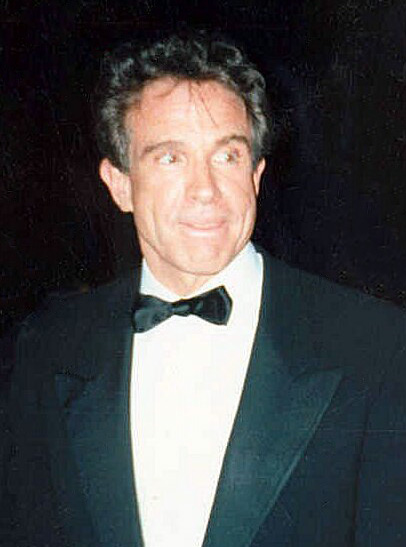
Nejlepší komediální herec Warren Beatty

### Filmové počiny

#### Nejlepší film (drama)
- Půlnoční expres – producenti Alan Marshall, David Puttnam
- Návrat domů – producent Jerome Hellman
- Nebeské dny – producenti Bert Schneider, Harold Schneider
- Lovec jelenů – producenti Michael Cimino, Michael Deeley, John Peverall, Barry Spikings
- Rozvedená žena – producenti Paul Mazursky, Tony Ray

#### Nejlepší film (komedie / muzikál)
- Nebe může počkat – producent Warren Beatty
- Apartmá v Kalifornii – producent Ray Stark
- Podlá hra – producenti Edward K. Milkis, Thomas L. Miller
- Pomáda – producenti Allan Carr, Robert Stigwood
- Ať žije film! – producent Stanley Donen

#### Nejlepší režie
- Michael Cimino – Lovec jelenů
- Woody Allen – Interiéry
- Hal Ashby – Návrat domů
- Terrence Malick – Nebeské dny
- Paul Mazursky – Rozvedená žena
- Alan Parker – Půlnoční expres

#### Nejlepší herečka (drama)
- Jane Fondová – Návrat domů
- Ingrid Bergman – Podzimní sonáta
- Jill Clayburgh – Rozvedená žena
- Glenda Jackson – Stevie
- Geraldine Page – Interiéry

#### Nejlepší herečka (komedie / muzikál)
- Ellen Burstyn – Příští rok ve stejnou dobu
- Maggie Smith – Apartmá v Kalifornii
- Jacqueline Bisset – Kdo zabíjí nejlepší evropské šéfkuchaře?
- Goldie Hawn – Podlá hra
- Olivia Newton-Johnová – Pomáda

#### Nejlepší herec (drama)
- Jon Voight – Návrat domů
- Brad Davis – Půlnoční expres
- Robert De Niro – Lovec jelenů
- Anthony Hopkins – Kouzlo
- Gregory Peck – Hoši z Brazílie

#### Nejlepší herec (komedie / muzikál)
- Warren Beatty – Nebe může počkat
- Alan Alda – Příští rok ve stejnou dobu
- Gary Busey – The Buddy Holly Story
- Chevy Chase – Podlá hra
- George C. Scott – Ať žije film!
- John Travolta – Pomáda

#### Nejlepší herečka ve vedlejší roli
- Dyan Cannon – Nebe může počkat
- Carol Burnettová – Svatba
- Maureen Stapleton – Interiéry
- Meryl Streep – Lovec jelenů
- Mona Washbourne – Stevie

#### Nejlepší herec ve vedlejší roli
- John Hurt – Půlnoční expres
- Bruce Dern – Návrat domů
- Dudley Moore – Podlá hra
- Robert Morley – Kdo zabíjí nejlepší evropské šéfkuchaře?
- Christopher Walken – Lovec jelenů

#### Objev roku – herečka
- Irene Miracle – Půlnoční expres
- Anne Ditchburn – Pomalý tanec ve velkoměstě
- Annie Potts – Corvette Summer
- Anita Skinner – Girlfriends
- Mary Steenburgen – Utečeme na jih

#### Objev roku – herec
- Brad Davis – Půlnoční expres
- Chevy Chase – Podlá hra
- Harry Hamlin – Ať žije film!
- Doug McKeon – Uncle Joe Shannon
- Eric Roberts – Král cikánů
- Andrew Stevens – The Boys In Company C

#### Nejlepší scénář
- Oliver Stone – Půlnoční expres
- Robert C. Jones, Waldo Salt – Návrat domů
- Deric Washburn – Lovec jelenů
- Colin Higgins – Podlá hra
- Woody Allen – Interiéry
- Paul Mazursky – Rozvedená žena

#### Nejlepší hudba
- Giorgio Moroder – Půlnoční expres
- Chuck Mangione – Sanchezovy děti
- Leonard Rosenman – Pán prstenů
- John Williams – Superman
- Bill Conti – Rozvedená žena

#### Nejlepší filmová píseň
- „Last Dance“ – Thank God It's Friday, hudba a text Paul Jabara
- „Grease“ – Pomáda, hudba a text Barry Gibb
- „The Last Time I Felt Like This“ – Příští rok ve stejnou dobu, hudba Marvin Hamlisch, text Alan Bergman, Marilyn Bergman
- „Ready To Take a Chance Again“ – Podlá hra, hudba Charles Fox, text Norman Gimbel
- „You're the One That I Want“ – Pomáda, hudba a text John Farrar

#### Nejlepší zahraniční film
- Podzimní sonáta – režie Ingmar Bergman, Švédsko
- Smrt na Nilu – režie John Guillermin, Velká Británie
- Dona Flor and Her Two Husbands – režie Bruno Barreto, Brazílie
- A Dream Of Passion – režie Jules Dassin, Řecko
- Préparez vos mouchoirs – režie Bertrand Blier, Francie
- Zmrzlina na klacku – režie Boaz Davidson, Izrael

### Televizní počiny

#### Nejlepší televizní seriál (drama)
- 60 Minutes
- Battlestar Galactica
- Family
- Holocaust
- Lou Grant

#### Nejlepší televizní seriál (komedie / muzikál)
- Taxi
- Alice
- All in the Family
- Love Boat
- Three's Company

#### Nejlepší televizní film
- A Family Upside Down
- The Bastard
- First You Cry
- The Immigrants
- Little Women
- A Question Of Love
- Ziegfeld: The Man and His Women

#### Nejlepší herečka v seriálu (drama)
- Rosemary Harris – Holocaust
- Kate Jacksonová – Charlieho andílci
- Kristy McNichol – Family
- Lee Remick – Wheels
- Sada Thompson – Family

#### Nejlepší herečka v seriálu (komedie / muzikál)
- Linda Lavin – Alice
- Carol Burnettová – The Carol Burnett Show
- Penny Marshall – Laverne & Shirley
- Suzanne Somersová – Three's Company
- Jean Stapleton – All in the Family

#### Nejlepší herec v seriálu (drama)
- Michael Moriarty – Holocaust
- Ed Asner – Lou Grant
- James Garner – The Rockford Files
- Richard Hatch – Battlestar Galactica
- John Houseman – The Paper Chase
- Michael Landon – Little House On the Prairie

#### Nejlepší herec v seriálu (komedie / muzikál)
- Robin Williams – Mork and Mindy
- Alan Alda – M*A*S*H
- Judd Hirsch – Taxi
- Gavin MacLeod – Love Boat
- John Ritter – Three's Company

#### Nejlepší herečka ve vedlejší roli (seriál)
- Polly Holliday – Alice
- Marilu Henner – Taxi
- Julie Kavner – Rhoda
- Linda Kelsey – Lou Grant
- Audra Lindley – Three's Company
- Nancy Walker – Rhoda

#### Nejlepší herec ve vedlejší roli (seriál)
- Norman Fell – Three's Company
- Jeff Conway – Taxi
- Danny DeVito – Taxi
- Pat Harrington – One Day At a Time
- Andy Kaufman – Taxi

### Zvláštní ocenění

#### Henrietta Award (Nejoblíbenější herec a herečka)
- herečka Jane Fondová
- herec John Travolta

#### Cena Cecila B. DeMilla
- Lucille Ball